# Ramón Balcells Rodón
Ramón Balcells Rodón (ur. 17 listopada 1919 w Valls, zm. 31 marca 1999 w Barcelonie) – hiszpański żeglarz, olimpijczyk. Jest ojcem Ramóna Balcellsa Comasa.
W wieku 32 lat Ramón Balcells Rodón uczestniczył w Letnich Igrzyskach Olimpijskich 1952 w Helsinkach. Brał tam udział w jednej konkurencji żeglarstwa, w klasie Finn, w której zajął 10. miejsce. 20 lat później, w 1972, ponownie wziął udział w letnich igrzyskach olimpijskich w konkurencji żeglarstwa, w klasie Soling, gdzie wraz ze swoim synem, Ramónem Balcellsem Comasem, a także z Juanem Llortem, zajął 9. miejsce.